# Sychnomerus
Sychnomerus is een kevergeslacht uit de familie van de boktorren (Cerambycidae). De wetenschappelijke naam van het geslacht werd voor het eerst geldig gepubliceerd in 1885 door Bates.

## Soorten
Sychnomerus omvat de volgende soorten:
- Sychnomerus barbiger Bates, 1885
- Sychnomerus hirticornis Bates, 1885